# Torcida Independente
A Torcida Tricolor Independente (TTI), popularmente conhecida por Torcida Independente, é a principal torcida organizada do São Paulo Futebol Clube. Atualmente tem por presidente Henrique Gomes (Baby), é considerada também a principal torcida ultra do São Paulo Futebol Clube.

## História
A Independente surgiu de uma cisão de membros da Torcida Uniformizada do São Paulo (TUSP), em 1972. Durante a disputa do São Paulo pela Copa Libertadores da América, descontentes com a Torcida Uniformizada do São Paulo, procuraram Newton para discutir a formação de uma nova torcida. Em reunião ocorrida em 17 de abril de 1972, em uma das salas emprestada pela Esfera Tour Turismo, na Avenida Ipiranga, foi criada a Torcida Tricolor Independente. O nome foi sugerido por Ricardo Rapp. Hoje em dia conta com cerca de 60 mil sócios.
A primeira diretoria da Independente estava assim composta: Ricardo Rapp, presidente; Reinaldo Cardoso, vice-presidente; coordenador de campo e tesoureiro; e Célio Perina, José Octávio Alvez Azevedo, Plínio Peloso, Osvaldo Gomes Feitosa Reis, sem cargos específicos. O estatuto da torcida foi criado em 9 de junho do mesmo ano. Os requisitos iniciais para ser sócio da Independente eram: ser torcedor do São Paulo, ter duas fotografias e contribuir mensalmente com Cr$20 mil.
A estreia oficial ocorreu em 23 de abril de 1972, na partida entre São Paulo e Portuguesa Santista, no Estádio do Pacaembu. Um ano depois, a sala para a criação da sede da Independente junto ao Estádio do Morumbi foi adquirida.
A primeira caravana da Independente foi para Piracicaba, onde o São Paulo disputou uma partida no Estádio Barão da Serra Negra com o XV de Novembro, pelo Campeonato Paulista de 1972. A excursão para Araraquara, a segunda da história da Independente, porém, teve maior importância, pois traria junto Arari Guimarães, que seria o responsável por colocar as finanças da Independente em dia. Arari chegou por meio de um anúncio publicado na Gazeta Esportiva e foi convidado para ser o tesoureiro da torcida. Quando a Independente se encontrava em dificuldades financeiras, usava os próprios recursos para saldar as dívidas.
Na tentativa de popularizar a Independente, alguns torcedores iniciaram uma campanha em rádios e jornais e lançaram um folheto para ser distribuídos nos jogos: o São Paulino Amigo. Um fato, porém, foi decisivo para o impulso da torcida: em protesto contra a proibição do uso dos instrumentos musicais durante os jogos, um integrante da torcida confeccionou faixas com os seguintes dizeres: Silêncio, estamos jogando!, enquanto o corneteiro executava a Marcha do Silêncio. O ocorrido foi veiculado em diversos meios de comunicação e, de 200 associados, a Independente passou para mil em um ano.
No dia 20 de agosto de 1995, houve um conflito envolvendo a Independente e a Mancha Alviverde, do Palmeiras, durante jogo final da extinta Supercopa São Paulo de juniores, no Estádio do Pacaembu, que resultou em 110 feridos e na morte do torcedor são-paulino Márcio Gasperin da Silva. O episódio teve bastante repercussão na imprensa e ficou conhecido como "Batalha Campal do Pacaembu". A Federação Paulista de Futebol proibiu a entrada da Torcida Organizada Independente nos estádios e a Justiça, por meio do Ministério Público, fechou a entidade anos depois. Nesses meses de proibição, alguns diretores, fundadores e associados foram afastados, sendo que, em 11 de novembro de 1998, foi fundado o Grêmio Esportivo Recreativo e Cultural Tricolor Independente, com uma nova diretoria. Após a refundação os primeiros problemas surgiram: a Tricolor Independente não possuía sede, material e muito menos dinheiro em caixa.
No final de 2002, o bonde de Batata e Negão, conhecido como "A Retomada", assumiu a torcida, conseguindo novos fornecedores, diversas sub-sedes e materiais. Com um trabalho junto ao Ministério Público e à Polícia Militar, a Independente voltou a estar presente nos estádios de futebol.

## Participação no carnaval
Com a nova torcida foi criado também o Bloco Independente, que passou a disputar o carnaval de São Paulo, a exemplo de outras torcidas organizadas. Porém, após uma confusão em 2003, com integrantes do Pavilhão 9 e da Mancha Verde, o bloco foi excluído do carnaval pela UESP. Porém, o mesmo obteve em 2009 o direito de voltar ao carnaval com seu bloco. Com a fusão com o Malungos, foi criada a Independente Tricolor, que participou do Carnaval 2010 desfilando pelo Grupo 4 do carnaval paulistano (equivalente à sexta divisão), sagrando-se campeã e subindo para o Grupo 3. Em 2011, desfilou com o enredo "O que que a Bahia tem?", permanecendo no mesmo grupo para 2012. No ano de 2012, desfilou com o enredo "As Sete Maravilhas", ficando com a segunda colocação no Grupo 3 da UESP, assim subindo para o Grupo 2. Em 2013 desfilou pelo Grupo 2 UESP, onde conseguiu seu acesso para o Grupo 1, o grupo sucessor do Grupo de Acesso.
Em 2014 sagrou-se campeã do Grupo 1 da UESP, com 270,2 pontos - mesma pontuação que a Torcida Jovem do Santos Futebol Clube - vencendo pelo critério de desempate no quesito Evolução. Sendo assim, garantiu presença no Grupo de acesso no carnaval de 2015, em São Paulo.
Em 2018, a Independente Tricolor desfilou no Grupo Especial do carnaval de São Paulo, mas acabou terminando em último lugar e foi rebaixada.

## Sub-sedes
A torcida possui várias sub-sedes espalhadas no interior de São Paulo, em outros estados do Brasil e possui ainda uma sub-sede fora do país, localizada no Japão.